# Harmandalı, Ortaköy
Harmandalı là một thị trấn thuộc huyện Ortaköy, tỉnh Aksaray, Thổ Nhĩ Kỳ. Dân số thời điểm năm 2010 là 1.928 người.